# جام باشگاه‌های جهان ۲۰۰۷
جام باشگاه‌های جهان ۲۰۰۷ (با نام رسمی جام باشگاه‌های جهان ژاپن ۲۰۰۷ که توسط تویوتا حمایت مالی شد) یک تورنمنت فوتبال بود که از ۷ تا ۱۶ دسامبر ۲۰۰۷ در ژاپن برگزار شد. این چهارمین دوره جام باشگاه‌های جهان بود، مسابقاتی که توسط فیفا برای برندگان برتر مسابقات باشگاهی قاره ای هر کنفدراسیون سازماندهی شد.
هفت تیم از شش کنفدراسیون وارد مسابقات شدند. مدافع عنوان قهرمانی، اینترناسیونال به دلیل حذف در مرحله دوم جام لیبرتادورس ۲۰۰۷ واجد شرایط نشد.
تیم ایتالیایی میلان با پیروزی ۴–۲ مقابل باشگاه آرژانتینی بوکا جونیورز در فینال به اولین تیم اروپایی تبدیل شد که قهرمان جام باشگاه‌های جهان شد. این عنوان آنها را به موفق‌ترین تیم جهان از نظر کسب جام‌های بین‌المللی (۱۸ عنوان) تبدیل کرد.

## انتخاب میزبان
کمیته اجرایی فیفا در ۱۵ سپتامبر ۲۰۰۶ ژاپن را به عنوان میزبان مسابقات سال ۲۰۰۷ طی نشست خود در زوریخ سوئیس منصوب کرد.

## تیم‌های حاضر
تیم‌های حاضر در این مسابقات، از طریق شش مسابقات بزرگ از شش قاره موفق به رسیدن به جام باشگاه‌های جهان ۲۰۰۷ شدند. برنده هر قاره در جام باشگاه‌های جهان ۲۰۰۷ شرکت کرد. در مارس ۲۰۰۷، کمیته اجرایی فیفا یک مرحله پلی آف مقدماتی را بین قهرمان لیگ قهرمانان اقیانوسیه ۲۰۰۷ و قهرمان جام جی‌لیگ ۲۰۰۷، برخلاف سال‌های گذشته، معرفی کرد که در آن قهرمانان اقیانوسیه به‌طور مستقیم به مسابقات اجازه ورود پیدا کردند. برای جلوگیری از حضور دو تیم از یک کشور، بهترین تیم غیر ژاپنی در لیگ قهرمانان آسیا در صورت پیروزی یک تیم ژاپنی در آن رقابت، جایگاه «میزبان» را می‌گیرد. اتفاقاً اوراوا رد دایموندز در سال ۲۰۰۷ قهرمان لیگ قهرمانان آسیا شد. همچنین مسابقه مقام پنجمی برای این دوره حذف شد.
تمامی تیم‌ها برای اولین بار وارد مسابقات شده بودند.
| تیم                   | کنفدراسیون         | نحوهٔ راهیابی                       |
| ورود از نیمه نهایی    | ورود از نیمه نهایی | ورود از نیمه نهایی                 |
| --------------------- | ------------------ | ---------------------------------- |
| بوکا جونیورز          | کونمبول            | قهرمان جام لیبرتادورس ۲۰۰۷         |
| میلان                 | یوفا               | قهرمان لیگ قهرمانان اروپا ۰۷–۲۰۰۶  |
| ورود از یک‌چهارم نهایی |                    |                                    |
| ستاره ساحلی           | کاف                | قهرمان لیگ قهرمانان آفریقا ۲۰۰۷    |
| پاچوکا                | کونکاکاف           | قهرمان جام قهرمانان کونکاکاف ۲۰۰۷  |
| اوراوا رد دایموندز    | ای‌اف‌سی             | قهرمان لیگ قهرمانان آسیا ۲۰۰۷      |
| ورود از پلی آف        |                    |                                    |
| سپاهان                | اِی‌اف‌سی (میزبان)    | نایب قهرمان لیگ قهرمانان آسیا ۲۰۰۷ |
| ویتاکر یونایتد        | اواف‌سی             | قهرمان لیگ قهرمانان اقیانوسیه ۲۰۰۷ |

1. 1 2  سپاهان با قهرمانی اوراوا رد دایموندز در لیگ قهرمانان آسیا ۲۰۰۷ جانشین میزبان ژاپن شد. در نتیجه، قهرمان جام جی‌لیگ ۲۰۰۷ که بعداً در ۱ دسامبر ۲۰۰۷ مشخص شد کاشیما آنتلرز است، در مسابقات شرکت نکرد.

## ورزشگاه‌ها
توکیو، یوکوهاما و تویوتا، ۳ شهری بودند که مسابقات را میزبانی کردند.
| یوکوهاما                                                                  | توکیو                                                                     | تویوتا                                                                    |
| ------------------------------------------------------------------------- | ------------------------------------------------------------------------- | ------------------------------------------------------------------------- |
| ورزشگاه بین‌المللی یوکوهاما                                                | ورزشگاه ملی                                                               | ورزشگاه تویوتا                                                            |
| ۳۵°۳۰′۳۶٫۱۶″ شمالی ۱۳۹°۳۶′۲۲٫۴۹″ شرقی / ۳۵٫۵۱۰۰۴۴۴°شمالی ۱۳۹٫۶۰۶۲۴۷۲°شرقی | ۳۵°۴۰′۴۱٫۰۰″ شمالی ۱۳۹°۴۲′۵۳٫۰۰″ شرقی / ۳۵٫۶۷۸۰۵۵۶°شمالی ۱۳۹٫۷۱۴۷۲۲۲°شرقی | ۳۵°۰۵′۰۴٫۰۲″ شمالی ۱۳۷°۱۰′۱۴٫۰۲″ شرقی / ۳۵٫۰۸۴۴۵۰۰°شمالی ۱۳۷٫۱۷۰۵۶۱۱°شرقی |
| گنجایش: ۷۲٬۳۲۷                                                            | گنجایش: ۵۷٬۳۶۳                                                            | گنجایش: ۴۵٬۰۰۰                                                            |
|                                                                           |                                                                           |                                                                           |
| یوکوهاماتوکیوتویوتاجام باشگاه‌های جهان ۲۰۰۷ (ژاپن) ·                       |                                                                           |                                                                           |

## داوران
| کنفدراسیون | داور                        | کمک داوران                         |
| ---------- | --------------------------- | ---------------------------------- |
| ای‌اف‌سی     | مارک شیلد هیرویوشی تاکایاما | بنجامین ویلسون ناتان گیبسون        |
| کاف        | کوفی کاجیا                  | اواریست منکوانده کلستین نتاگونگیرا |
| کونکاکاف   | مارکو آنتونیو رودریگز       | خوزه لوئیس کامارگو پدرو ربولار     |
| کونمبول    | جرج لاریوندا                | مائوریسیو اسپینوسا میگل نیواس      |
| اواف‌سی     | پیتر اولری                  | برنت بست متیو تارو                 |
| یوفا       | کلاوس بو لارسن              | بیل هانسن هندریک سوندربی           |

## مسابقات
|  | پلی آف             | پلی آف       |                      |             | یک‌چهارم نهایی      | یک‌چهارم نهایی      |  |  | نیمه نهایی | نیمه نهایی |  |  | فینال                | فینال |
|  | ۷ دسامبر – توکیو   |              |                      |             |                    |                    |  |  |            |            |  |  |                      |       |
|  | سپاهان             | ۳            |                      |             | ۱۰ دسامبر – تویوتا | ۱۰ دسامبر – تویوتا |  |  |            |            |  |  |                      |       |
|  | سپاهان             | ۳            |                      |             | ۱۰ دسامبر – تویوتا | ۱۰ دسامبر – تویوتا |  |  |            |            |  |  |                      |       |
|  | ویتاکر یونایتد     | ۱            |                      |             | سپاهان             | ۱                  |  |  |            |            |  |  |                      |       |
|  | ویتاکر یونایتد     | ۱            | ۱۳ دسامبر – یوکوهاما |             | سپاهان             | ۱                  |  |  |            |            |  |  |                      |       |
|  |                    |              |                      |             | اوراوا رد دایموندز | ۳                  |  |  |            |            |  |  |                      |       |
|  | اوراوا رد دایموندز | ۰            |                      |             | اوراوا رد دایموندز | ۳                  |  |  |            |            |  |  |                      |       |
|  | اوراوا رد دایموندز | ۰            |                      |             |                    |                    |  |  |            |            |  |  |                      |       |
|  |                    |              | میلان                | ۱           |                    |                    |  |  |            |            |  |  |                      |       |
|  |                    |              | میلان                | ۱           |                    |                    |  |  |            |            |  |  |                      |       |
|  |                    |              | ۱۶ دسامبر – یوکوهاما |             |                    |                    |  |  |            |            |  |  |                      |       |
|  |                    |              |                      |             |                    |                    |  |  |            |            |  |  |                      |       |
|  | میلان              | ۴            |                      |             |                    |                    |  |  |            |            |  |  |                      |       |
|  | میلان              | ۴            | ۹ دسامبر – توکیو     |             |                    |                    |  |  |            |            |  |  |                      |       |
|  |                    | بوکا جونیورز | ۲                    |             |                    |                    |  |  |            |            |  |  |                      |       |
|  |                    |              | ۲                    | ستاره ساحلی | ۱                  |                    |  |  |            |            |  |  |                      |       |
|  | ۱۲ دسامبر – توکیو  |              |                      | ستاره ساحلی | ۱                  |                    |  |  |            |            |  |  |                      |       |
|  |                    | پاچوکا       | ۰                    |             |                    |                    |  |  |            |            |  |  |                      |       |
|  | ستاره ساحلی        | پاچوکا       | ۰                    | ۰           |                    |                    |  |  |            |            |  |  |                      |       |
|  | ستاره ساحلی        |              | مقام سومی            | ۰           |                    |                    |  |  |            |            |  |  |                      |       |
|  |                    |              | بوکا جونیورز         | ۱           |                    |                    |  |  |            |            |  |  |                      |       |
|  | اوراوا رد دایموندز | ۲ (۴)        | بوکا جونیورز         | ۱           |                    |                    |  |  |            |            |  |  |                      |       |
|  | اوراوا رد دایموندز | ۲ (۴)        |                      |             |                    |                    |  |  |            |            |  |  |                      |       |
|  | ستاره ساحلی        | ۲ (۲)        |                      |             |                    |                    |  |  |            |            |  |  |                      |       |
|  | ستاره ساحلی        | ۲ (۲)        |                      |             |                    |                    |  |  |            |            |  |  |                      |       |
|  |                    |              |                      |             |                    |                    |  |  |            |            |  |  | ۱۶ دسامبر – یوکوهاما |       |

تمامی زمان‌ها محلی هستند (یوتی‌سی ۹:۰۰+)

### پلی آف برای یک‌چهارم نهایی
| سپاهان                      | ۳–۱   | ویتاکر یونایتد       |
| --------------------------- | ----- | -------------------- |
| محمد ۳'، ۴' · عبدالوهاب ۴۷' | گزارش | عقیلی ۷۴' (گل‌به‌خودی) |

### یک‌چهارم نهایی
| ستاره ساحلی | ۱–۰   | پاچوکا |
| ----------- | ----- | ------ |
| نری ۸۵'     | گزارش |        |

| سپاهان    | ۱–۳   | اوراوا رد دایموندز                              |
| --------- | ----- | ----------------------------------------------- |
| کریمی ۸۰' | گزارش | ناگای ۳۲' · واشینگتن ۵۴' · عقیلی ۷۰' (گل‌به‌خودی) |

### نیمه نهایی
| ستاره ساحلی | ۰–۱   | بوکا جونیورز |
| ----------- | ----- | ------------ |
|             | گزارش | کاردوزو ۳۷'  |

| اوراوا رد دایموندز | ۰–۱   | میلان      |
| ------------------ | ----- | ---------- |
|                    | گزارش | سیدورف ۶۸' |

### رده‌بندی
| ستاره ساحلی                       | ۲–۲   | اوراوا رد دایموندز               |
| --------------------------------- | ----- | -------------------------------- |
| بن فرج ۵' (پنالتی) · الشرمیطی ۷۵' | گزارش | واشینگتن ۳۵'، ۷۰'                |
| ضربات پنالتی                      |       |                                  |
| نفخه · غزال · بن ناصر · تراوی     | ۲–۴   | واشینگتن · آبه · ناگای · هوسوگای |

### فینال
| بوکا جونیورز                           | ۲–۴   | میلان                                  |
| -------------------------------------- | ----- | -------------------------------------- |
| پالاسیو ۲۲' · آمبروزینی ۸۵' (گل‌به‌خودی) | گزارش | اینزاگی ۲۱'، ۷۱' · نستا ۵۰' · کاکا ۶۱' |

## قهرمان
| قهرمان جام باشگاه‌های جهان ۲۰۰۷ |
| ------------------------------ |
| میلان                          |
| اولین قهرمانی                  |

## گلزنان
| رتبه | بازیکن             | تیم                | گل‌ها |
| ---- | ------------------ | ------------------ | ---- |
| ۱    | واشینگتن           | اوراوا رد دایموندز | ۳    |
| ۲    | فیلیپو اینزاگی     | میلان              | ۲    |
| ۲    | عماد محمد          | سپاهان             | ۲    |
| ۴    | عبدالوهاب ابوالهیل | سپاهان             | ۱    |
| ۴    | صابر بن فرج        | ستاره ساحلی        | ۱    |
| ۴    | نری کاردوزو        | بوکا جونیورز       | ۱    |
| ۴    | امین الشرمیطی      | ستاره ساحلی        | ۱    |
| ۴    | کاکا               | میلان              | ۱    |
| ۴    | محمود کریمی        | سپاهان             | ۱    |
| ۴    | یویچیرو ناگای      | اوراوا رد دایموندز | ۱    |
| ۴    | موسی ناری          | ستاره ساحلی        | ۱    |
| ۴    | الساندرو نستا      | میلان              | ۱    |
| ۴    | رودریگو پالاسیو    | بوکا جونیورز       | ۱    |
| ۴    | کلارنس سیدورف      | میلان              | ۱    |

۱ گل به خودی
- ماسیمو آمبروزینی (از میلان، در برابر بوکا جونیورز)

۲ گل به خودی
- هادی عقیلی (از سپاهان، در برابر ویتاکر یونایتد و اوراوا رد دایموندز)

## جوایز
| توپ طلای آدیداس جایزه تویوتا | توپ نقره آدیداس       | توپ برنز آدیداس                |
| ---------------------------- | --------------------- | ------------------------------ |
| کاکا (میلان)                 | کلارنس سیدورف (میلان) | رودریگو پالاسیو (بوکا جونیورز) |
| جایزه بازی جوانمردانه        |                       |                                |
| اوراوا رد دایموندز           |                       |                                |